# الدوري التشيلي لكرة القدم 1978
الدوري التشيلي لكرة القدم 1978 (بالإسبانية: Primera División de Chile 1978)‏ هو الموسم 46 من الدوري التشيلي لكرة القدم. كان عدد الأندية المشاركة فيه 18، وفاز فيه نادي بالستينو.